# Icehouse Canyon, Arizona
Icehouse Canyon je naseljeno područje za statističke svrhe u američkoj saveznoj državi Arizona. Prema popisu stanovništva iz 2010. u njemu je živjelo 677 stanovnika.